# سد موکلو
سد موکلو (به لاتین: Mokolo Dam) یک سد در آفریقای جنوبی است که در لیمپوپو واقع شده‌است.